# Twenty (Lincolnshire)
Pour les articles homonymes, voir Twenty.
Twenty est un hameau du district de South Kesteven dans le Lincolnshire, en Angleterre. Il est situé à environ 5 km à l'est de la ville du marché de Bourne et à 8 km à l'ouest de Spalding. L'agriculture est la principale industrie.

## Localisation
Twenty est situé sur la route A151 (en). À proximité se trouvent Guthram Gowt (en) et Pinchbeck. Immédiatement au sud se trouve la rivière Glen (en).
Aucune statistique démographique distincte n'est disponible pour Twenty. Le meilleur rapport disponible regroupe Dyke (en), Twenty, South Fen et Spalding à l'extérieur de Bourne, avec un total de 495 habitants, Dyke étant le plus grand.

## Drainage moderne

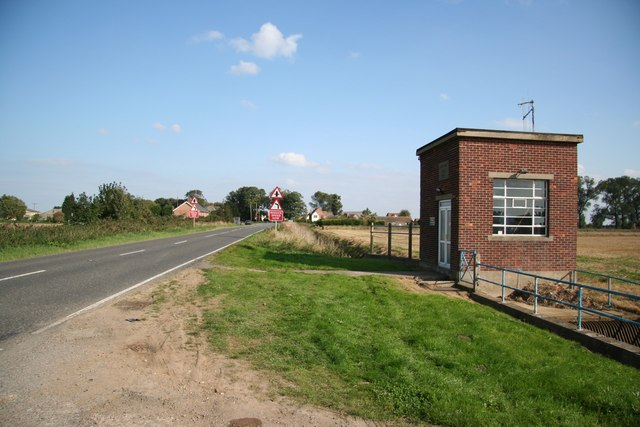
La station de pompage avec le village en arrière-plan.

La zone se situe dans la zone de drainage du Black Sluice Internal drainage board (en). Ils entretiennent une petite station de pompage électrique à l'ouest du carrefour, nommée Twenty Pumping Station.